# オブジェクティブ
オブジェクティブ (THE OBJECTIVE ) は2008年のアメリカ映画。『ブレア・ウィッチ・プロジェクト』のダニエル・マイリックが監督・脚本を務めたSF調のホラーである。オブジェクティブには目標や目的という意味がある。

## ストーリー
2001年、CIA諜報員のキーンズはアフガニスタンの高地に派遣された。偵察衛星が感知した強い放射線反応を調査するためだった。現地のアメリカ軍は6人の兵士を彼の護衛につけた。現地人の情報提供者アバンから話を聞く必要があるが、アバンは霊山と呼ばれる山にいるという。キーンズたちは、アブドゥルという男をガイドに雇い、霊山を目指して出発した。
放射能を感知できる特殊なカメラで記録を撮り続けるキーンズ。謎の一団から銃撃を受け、味方に死者も出たが、射殺したはずの敵の死体は、なぜか一体も残っていない。ジープはオーバーヒートし、徒歩で進むしかなくなるキーンズたち。
洞窟で謎の老人と出会うキーンズたち。銃のスコープ越しに覗くと、老人の周囲には武器を持った人影が見えた。動揺した兵士に撃ち殺される老人。だが、肉眼で見ていた者には、人影は確認できなかった。
突然、発光物体に襲われ、塵のように消滅していく兵士たち。水が不足し、無線は通じず、補給のヘリコプターも来ない。生き残りの兵士たちに、この探索の真の目的を語るキーンズ。CIAは、謎の放射線反応が古代からヴィマナという名で知られる三角形の飛行物体と関連していることを掴んでいたのだ。キーンズの使命は、ヴィマナとの接触だったのだ。
最後の一人となって泉に辿り着き、生き残るキーンズ。植物状態の彼は何も語らず、CIAは彼の生存を秘匿した。

## スタッフ
- 監督 : ダニエル・マイリック
- 製作総指揮 : クラウス・クラウセン
グレン・スチュワート
ステファン・オーミュラー
ゲイリー・マクアダム
デニス・リーフ
スタンリー・タットルマン
ビクター・サーミス
ゲイリー・ハミルトン
イアン・ギビンズ
- 脚本 : マーク・A・パットン
ウェズリー・クラーク・Jr.
ダニエル・マイリック
- 撮影 : ステファニー・マーティン
- 音楽 : ケイズ・アラトラッキ

## キャスト
- ベンジャミン・キーンズ: ジョナス・ボール
- ヘイマー隊長: マシュー・R・アンダーソン
- タナー曹長: ケニー・テイラー
- デクトー軍曹: ジョン・ウエルタス
- トリノスキー(スキー)軍曹: マイケル・C・ウイリアムズ
- コール軍曹: サム・ハンター
- ピート・サドラー軍曹: ジェフ・プレウェット